# 우싱궈

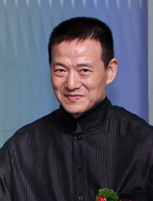

우싱궈(중국어: 吳興國, 한자음: 오흥국, 1953년 4월 12일 ~ )는 대만의 배우이다.

## 출연작
- 2001년 엑시덴탈 스파이(特務迷城)
- 1997년 송가황조(宋家皇朝) - 장제스 역
- 1996년 상해탄(新上海灘)
- 1994년 등애적여인(等愛的女人)
- 1994년 독벽신도(94 獨臂刀之情)
- 1994년 신철마류
- 1994년 도신 2(賭神 2) - 구소치 역
- 1994년 서초패왕(西楚覇王)
- 1993년 라스트 템테이션(誘僧)
- 1993년 청사 - 허선 역